# Przhevalskiana silenus
Przhevalskiana silenus är en tvåvingeart som först beskrevs av Brauer 1858.  Przhevalskiana silenus ingår i släktet Przhevalskiana och familjen styngflugor. Inga underarter finns listade i Catalogue of Life.